# Tuholj
Tuholj är ett samhälle i Bosnien och Hercegovina. Det ligger i den centrala delen av landet, 50 km norr om huvudstaden Sarajevo. Tuholj ligger 809 meter över havet och antalet invånare är 524.
Terrängen runt Tuholj är kuperad. Närmaste större samhälle är Kladanj, 6,8 km sydost om Tuholj.
I omgivningarna runt Tuholj växer i huvudsak blandskog. Runt Tuholj är det ganska tätbefolkat, med 93 invånare per kvadratkilometer.